# Sojuz 27
Sojuz 27 è la denominazione di una missione della navicella spaziale Sojuz verso la stazione spaziale sovietica Saljut 6 (DOS 5).
Si trattò del ventiseiesimo volo equipaggiato di questa capsula, del quarantacinquesimo volo nell'ambito del programma Sojuz sovietico nonché del terzo volo equipaggiato verso la predetta stazione spaziale (il secondo che riuscì effettivamente a svolgere la manovra di aggancio con conseguente visita e soggiorno all'interno della stazione stessa). L'equipaggio che visitò la stazione spaziale viene considerato come primo equipaggio ospite, dato che l'equipaggio della Sojuz 26 ne formava l'equipaggio principale o base. Pertanto questa missione a volte viene anche catalogata sotto la denominazione di Saljut 6 EP-1 (in russo Экспедиция посещения 1 - equipaggio ospite 1).
La missione stessa venne inoltre svolta per "consegnarla" all'equipaggio base un'altra navicella spaziale per il loro rientro. Infatti questa missione contribuì a far rientrare l'equipaggio base di una stazione spaziale a bordo di un'altra navicella, mentre l'equipaggio ospite rientrerà a terra a bordo di una navicella precedentemente lanciata. Per questo motivo l'equipaggio della Sojuz 27 rientrò a terra a bordo della Sojuz 26. In futuro questo scambio di navicella diventerà la prassi abituale dei programmi spaziali sovietici.

## Equipaggio

### Equipaggio principale
| Ruolo             | Equipaggio al lancio                 | Equipaggio all'atterraggio                      |
| ----------------- | ------------------------------------ | ----------------------------------------------- |
| Comandante        | Vladimir Džanibekov, GCTC Primo volo | Jurij Romanenko, GCTC Saljut 6 EO-1 Primo volo  |
| Ingegnere di volo | Oleg Makarov, NPOE Secondo volo      | Georgij Grečko, NPOE Saljut 6 EO-1 Secondo volo |

### Equipaggio di riserva
| Ruolo             | Equipaggio                 | Equipaggio                 |
| ----------------- | -------------------------- | -------------------------- |
| Comandante        | Uladzimir Kavalënak, GCTC  | Uladzimir Kavalënak, GCTC  |
| Ingegnere di volo | Aleksandr Ivančenkov, NPOE | Aleksandr Ivančenkov, NPOE |

## Missione
Obbiettivo di questa missione fu procedere con la preparazione per consentire che le stazioni spaziali in orbita rimanessero continuamente in funzione ed operative.
I passi per raggiungere questo traguardo furono:
- collaudo del congegno d'aggancio anteriore (in seguito ai problemi intercorsi durante Sojuz 25);
- consegna di una navicella spaziale all'equipaggio base della stazione;
- liberazione del congegno d'aggancio posteriore della stazione onde consentire l'aggancio della navicella di trasporto e da carico Progress;
- ulteriore collaudo del sistema e degli strumenti di pilotaggio per eseguire la manovra di avvicinamento (rendezvous) e d'aggancio alla stazione spaziale.

Dopo il lancio eseguito con successo si decise di effettuare la manovra di avvicinamento e d'aggancio alla stazione in automatico, anche se i dati relativi alla traiettoria di volo indicarono deviazioni dalla traiettoria programmata. Grazie a questa decisione, il sistema fu in grado di correggere queste deviazioni e la manovra d'aggancio riuscì. Intercorse comunque un problema meno grave: l'abbaino della navicella si era incastrato dopo che la manovra d'aggancio era riuscita e si lasciò solo aprire dopo un enorme sforzo (anche fisico) dei cosmonauti. Improvvisamente, superata la resistenza che si era creata, l'abbaino si aprì ed i due cosmonauti vennero respinti verso l'abitacolo della sezione orbitale della navicella spaziale. Con l'apertura comunque il problema era stato risolto ed il risucchio verso la sezione orbitale significò solo un piccolo istante di paura o spavento per i due cosmonauti. Ora nulla impediva il passaggio all'interno della stazione spaziale.
Con l'aggancio alla Saljut riuscito l'11 gennaio 1978 si era formato il primo oggetto volante in un'orbita terrestre, composto da tre velivoli spaziali lanciati separatamente. Con la collaborazione dell'equipaggio ospite della stazione spaziale vennero successivamente eseguiti diversi esperimenti per controllare la stabilità del complesso così assemblato (per esempio creazione artificiale di oscillazioni, misurazione di frequenze di risonanza ecc.). Le oscillazioni vennero create grazie a forti movimenti eseguiti contemporaneamente dai cosmonauti dell'equipaggio base ed equipaggio ospite. L'equipaggio ospite rimase a bordo della Saljut per cinque giorni per rientrare senza particolar problemi a bordo della navicella Sojuz 26. Per la prima volta venne usata questa prassi, cioè di sostituire la navicella spaziale di lancio con un'altra per il rientro. Questa prassi fu attuata anche nelle missioni successive. In questo caso però si voleva semplicemente evitare di dover eseguire una manovra di sgancio della navicella Sojuz 26 dal congegno d'aggancio posteriore per riagganciare la stessa al congegno anteriore. Il congegno posteriore infatti dovette essere libero per la navicella di trasporto e da carico Progress, dato che su questa parte si trovavano inoltre gli agganci per il rifornimento di carburante della stazione stessa. Tutti i lavori necessari per effettuare un tale cambio di navicella (per esempio il trasferimento e montaggio dei seggiolini dei cosmonauti fatti su misura da una navicella verso l'altra, il trasferimento delle tute spaziali ecc.) vennero eseguiti come prova e collaudo.
Oltre agli esperimenti e alle ricerche di carattere medico-biologico (oltre alle ricerche ormai standard venne analizzato il sistema cardio-circolatorio e la distribuzione del sangue nel corpo) venne dedicata particolare attenzione all'esperimento sovietico-francese chiamato "Cytos" per analizzare protozoi in uno stadio di microgravitazione (forza di gravità minimale). Il contenitore con gli oggetti biologici, con materiale fotografico e diversi filmati, venne riportato a terra a bordo della Sojuz 26. L'atterraggio nella steppa del Kazakistan non incontrò particolari problemi.

## Ulteriori dati di volo
- Atterraggio equipaggio originale: 16 gennaio 1978 a bordo di Sojuz 26 11:25 UTC 265 km ad ovest di  Zelinograd, RSS di Kazakistan
- Durata per l'equipaggio originale: 5 giorni, 22 ore, 59 min
- Orbite terrestri per l'equipaggio originale: 94
- Denominazione Astronomica Internazionale: 1978-03

I parametri sopra elencati indicano i dati pubblicati immediatamente dopo il termine della fase di lancio. Le continue variazioni ed i cambi di traiettoria d'orbita sono dovute alle manovre di aggancio. Pertanto eventuali altre indicazioni risultanti da fonti diverse sono probabili ed attendibili in considerazione di quanto descritto.